# Michei Nikolajewitsch Jerbanow
Michei Nikolajewitsch Jerbanow (russisch Михей Николаевич Ербанов, wiss. Transliteration Michej Nikolaevič Erbanov; * 26. Februarjul. / 10. März 1889greg. im Ulus Bolschoi Bachtai, Russisches Kaiserreich heute im Rajon Alarski, Autonomer Kreis der Ust-Ordynsker Burjaten, Oblast Irkutsk; † 8. Februar 1938 in Moskau) war ein hoher burjatischer Parteifunktionär und sowjetischer Staatsmann.

## Leben
Nach dem Besuch einer Konfessionsschule wechselte der burjatische Bauernsohn Michei in die Balagansker Stadtschule, beendete 1909 in Tomsk die Ausbildung im Vermessungswesen und arbeitete darauf als Topograf. 1913 sympathisierte er in Barnaul mit den Bolschewiken und trat 1917 in die KPdSU ein. Ab 1918, als Koltschak Sibirien von Omsk aus regierte, arbeitete Michei Jerbanow in Irkutsk für die KPdSU im Untergrund. Seit Oktober 1919 war er Mitglied des Irkutsker Gebietskomitees der KPdSU und seit Januar 1920 Vorsitzender der burjatischen Sektion dieses Parteikomitees. Ende 1921 war Michei Jerbanow  Vorsitzender des Revolutionären Komitees des Burjat-mongolischen Autonomen Gebietes in Tschita und 1922–1923 Vorsitzender des Exekutiv-Komitees dieses Gebietes.
1927–1929 wurde er auf Kursen des ZK der KPdSU geschult. 1929–1937 war Michei Jerbanow Mitglied des Sibirischen Gebietskomitees der KPdSU. Er finanzierte und organisierte den Skilanglauf, der am 21. Oktober 1936 in Ulan-Ude gestartet wurde und am 6. März 1937 in Moskau endete (reichlich 5500 Kilometer über Irkutsk, Kuitun, Nischneudinsk, Taischet, Krasnojarsk, Atschinsk, Nowosibirsk, Barabinsk, Omsk, Ischim, Tjumen, Swerdlowsk, Janaul, Sarapul, Agrys, Schemordan, Kasan, Urmary, Schumerlja, Arsamas, Murom, Tscherusti). Die ersten tausend Kilometer wurden im Fußmarsch zurückgelegt.
Im September 1937 wurde Michei Jerbanow in Moskau verhaftet, als „panmongolischer Saboteur“ verurteilt und am 8. Februar 1938 erschossen.
Am 24. September 1956 – während Chruschtschows Tauwetter – wurde Michei Jerbanow postum rehabilitiert.

## Präsenz in den Gremien der Sowjetmacht

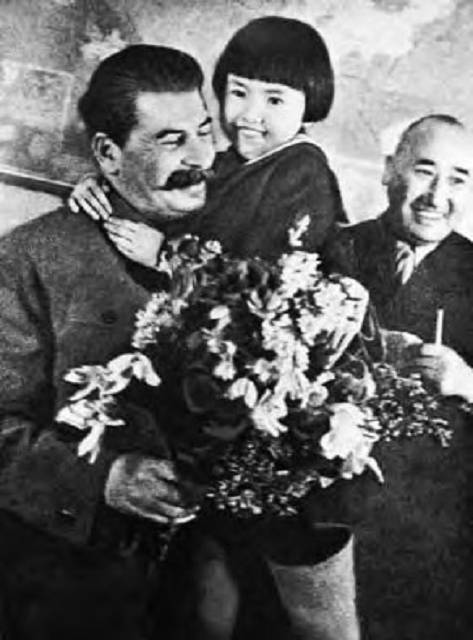
Stalin, Engelsina und Michei Jerbanow am 28. Januar 1936

- 30. Mai 1923 bis 1927: Premierminister der Burjat-Mongolischen ASSR[10] (heute Republik Burjatien innerhalb der Russischen Föderation)
- Dezember 1929 bis Oktober 1937: Erster Sekretär des Burjat-Mongolischen Gebietskomitees der KPdSU

## Werke
- Reden, Vorträge, Resolutionen: Die Burjat-Mongolen an den großen Stalin. (Бурят-Монголы у великого Сталина). Ulan-Ude 1936, 77 Seiten[11]

## Ehrungen und Gedenken
- 2. Juni 1933: Rotbannerorden für hervorragende Leistungen im Kampf gegen die Feinde der Sowjetmacht.
- 31. Januar 1936: Leninorden für die Übererfüllung des Staatsplanes der Tierproduktion und für Erfolge beim wirtschaftlichen und kulturellen Aufbau.
- In Irkutsk gibt es eine Michei-Nikolajewitsch-Jerbanow-Straße.
- Das Burjatische Agrar-College Ulan-Ude (Landwirtschaftsschule) trägt den Namen Michei Jerbanows. Vor der Schule steht eine Jerbanow-Büste.
- Die frühere Tschitaer Straße in Ulan-Ude heißt Jerbanow-Straße.
- In dem Geburtsort Bachtai gibt es eine kleine Michei-Jerbanow-Gedenkstätte.
- Im Rajon Nukutski[12] gibt es eine Michei-Jerbanow-Kolchose.

## Anmerkung
1. ↑  Der Roman Jahre des Terrors von Anatoli Rybakow ist eine erzählerische Auseinandersetzung mit den Stalinschen Säuberungen. Im 11. Kapitel des Romans erfährt der Leser etwas über die Vorgeschichte von Michei Jerbanows Erschießung. Anatoli Rybakow schreibt: „Am 7. Juli 1935 führte Stalin den Vorsitz in der Plenarsitzung der Verfassungskommission.“ (Rybakow, S. 123, 1. Z.v.o.). Der Autor gibt Stalins Gedanken während der Sitzung wieder. Stalin hält den anwesenden Jerbanow für „unzuverlässig“ (Rybakow, S. 129, 6. Z.v.o.) und denkt: „Alles potentiell Gefährliche muß[te] ausgerottet werden“. (Rybakow, S. 129, 17. Z.v.o.)